# Lillian Birnbaum
Lillian Birnbaum (* 1955 in New York) ist eine österreichisch-US-amerikanische Filmregisseurin und -produzentin sowie Fotografin.

## Leben
Birnbaum ist im New Yorker Stadtbezirk Brooklyn geboren, wuchs aber in Wien auf. Ihre Karriere begann sie, nach ersten fotojournalistischen Erfahrungen in den 1970er Jahren, von 1982 bis 1998 als Fotografin für Zeitschriften in Europa und den USA, in Deutschland zum Beispiel für das Magazin der FAZ und den Stern sowie für das internationale Frauenmagazin Marie Claire. Von 1999 bis 2009 gehörte sie zu den engsten Mitarbeitern des Schweizer Filmproduzenten und mehrfachen Oscarpreisträgers Arthur Cohn, für den sie als künstlerische Beraterin fungierte, viele internationale Filmprojekte entwickelte und zum Teil auch Executive Producer war (zum Beispiel bei Ein Tag im September, Hinter der Sonne, Central Station, Die Kinder der Seidenstraße, Das gelbe Segel). Erstmals selbst Regie führte sie 2007 mit ihrem Lebensgefährten bei einem Dokumentarfilm über den Pianisten, Komponisten und Dirigenten Sir André Previn.
Einen Namen als Fotografin machte sich Birnbaum vor allem mit Porträts, die sie in mehreren Fotobänden veröffentlichte. 1982 beobachtete sie zehn Patienten der Niederösterreichischen Landesnervenklinik Gugging in Maria Gugging 15 Monate lang mit der Kamera, die Bilder wurden mehrmals ausgestellt. Auch Helmut Qualtinger im Wiener Prater zählte zu ihren frühen Fotomotiven. 1984 erschien das erste Buch Fahrende mit Schwarzweißbildern über das Leben von Schaustellern. Für den Band Transitions begleitete sie ab 2001 eine Gruppe von Mädchen über mehrere Jahre bei deren Entwicklung zu jungen Frauen. Breite Aufmerksamkeit erlangte sie mit dem Schwarzweiß-Band Vier Frauen (1992), für den sie die vier deutschen Schauspielerinnen Hanna Schygulla, Barbara Sukowa, Katharina Thalbach und Sunnyi Melles in gestellten Posen ablichtete, sowie mit Peter Handke. Portrait des Dichters in seiner Abwesenheit (2011). Hierfür besuchte sie den Schriftsteller mehrfach in seinem Haus bei Paris, zeigt aber nur Gegenstände aus dieser Lebensumgebung, nicht den Dichter selbst, lediglich im Schlussbild sind seine Hände zu sehen. Ihre Arbeiten wurden in zahlreichen Ausstellungen international gezeigt.
Heute lebt Birnbaum überwiegend in Paris. Sie ist verheiratet mit dem Schriftsteller Peter Stephan Jungk, mit dem sie eine Tochter hat. Lillian Birnbaum leitet die von ihr 2010 gegründete Filmproduktionsfirma Peartree Entertainment (Peartree ist das englische Wort für Birnbaum).